# 木曽岬町立文化資料館
木曽岬町立文化資料館（きそさきちょうりつぶんかしりょうかん）は三重県桑名郡木曽岬町にある博物館施設。

## 概要
「ふるさと創生事業」の一環として「町の文化的財産を後世に伝承し、町民の郷土に対する認識を深めるとともに文化の向上に資する」ことを目的に、1990年（平成2年）6月開館。町のパノラマ模型や民俗資料のほか、1959年（昭和34年）の伊勢湾台風による木曽岬村（当時）の被害に関する資料などを展示している。

## 利用詳細
- 入館料 - 無料
- 開館時間 - 9:00〜16:00（日曜のみ開館・年末年始は休館）

### アクセス
- 公共交通機関
  - 近鉄弥富駅から木曽岬町自主運行バス「上松永」行「木曽岬学校前」下車
- 自家用車
  - 国道23号（名四バイパス）木曽岬ICから県道108号を北上。町役場方面へ。

駐車場80台（町役場・体育館などと兼用）